# گئورگ لوان تاکر
گئورگ لوان تاکر (انگلیسی: George Loane Tucker؛ ۱۲ ژوئن ۱۸۸۰ – ۲۰ ژوئن ۱۹۲۱) یک کارگردان، هنرپیشه، فیلم‌نامه‌نویس و تدوین‌گر فیلم‌های صامت اهل ایالات متحده آمریکا بود.
وی کارگردان فیلم‌هایی همچون داغ ننگ و اهل جزیره من بوده است.